# Lavatoggio
Lavatoggio (kors. Lavatoghju) – miejscowość i gmina we Francji, w regionie Korsyka, w departamencie Górna Korsyka.
Według danych na rok 1990 gminę zamieszkiwało 138 osób, a gęstość zaludnienia wynosiła 20 osób/km².